# Асатиани, Георгий Ираклиевич
Георгий Ираклиевич Асатиа́ни (груз. გიორგი ირაკლის ძე ასათიანი; 1914—1977) — советский, грузинский кинорежиссёр, кинооператор, кинодокументалист, фронтовой кинооператор. Народный артист СССР (1967).

## Биография
Родился 28 мая (10 июня) 1914 года в посёлке Борзя (ныне в Забайкальском крае, Россия).
В 1936 году окончил Ленинградский институт киноинженеров (ныне Санкт-Петербургский государственный институт кино и телевидения).
Работал в кино с 1937 года, был кинокорреспондентом Нижне-Волжской киностудии в Астрахани.
Во время войны был фронтовым кинооператором (с 1943 года), его материалы вошли в документальный фильм «Взятие Новороссийска» (1943), «Взятие Бердичева» (1944), «Гвардейская армия Чанчибадзе…» (1945), «Разгром гитлеровской авантюры на Кавказе» (1945).
В 1945—1956 годах — кинокорреспондент Центральной студии документальных фильмов по Грузинской ССР, снимал сюжеты для киножурнала «Новости дня» и грузинской кинохроники.
В 1950—1960-е годы совмещал операторскую и режиссёрскую деятельность. В ряде фильмов был автором сценариев. Был главным режиссёром на студии документальных фильмов «Грузия-фильм».
В 1965—1977 годах — художественный руководитель Грузинской студии хроникально-документальных и научно-популярных фильмов.
Член ВКП(б) с 1940 года.
Умер 17 ноября 1977 года в Москве (по другим источникам — в Тбилиси). Похоронен на Сабурталинском кладбище Тбилиси, в пантеоне выдающихся деятелей Грузии.

### Семья
- Сын — Ираклий Асатиани, кинорежиссёр, член Союза кинематографистов Грузинской ССР. С 1967 по 1969 годы был женат на В. Я. Фёдоровой.
- Сын — Георгий Асатиани (1942—2024), актёр Молодёжного театра Алтая (Барнаул). Заслуженный артист РСФСР (1986)[1]

## Награды и звания
- Народный артист Грузинской ССР (1961)
- Народный артист СССР (1967)
- Орден Красного Знамени (1945)
- Орден Отечественной войны II степени (1944)
- Орден Трудового Красного Знамени (1964)
- Два ордена Красной Звезды (1943, 1944)
- Медаль «За оборону Кавказа»
- Медаль «За победу над Германией в Великой Отечественной войне 1941—1945 гг.»
- Медаль «В ознаменование 100-летия со дня рождения Владимира Ильича Ленина»
- Медаль «Двадцать лет Победы в Великой Отечественной войне 1941-1945 гг.»
- Медаль «Тридцать лет Победы в Великой Отечественной войне 1941-1945 гг.»
- Медаль «50 лет Вооружённых Сил СССР»
- Ломоносовская премия (1964, фильм «Страна древней культуры»)
- Премия Всесоюзного кинофестиваля (1964, Ленинград, фильм «Дороги пятого континента»)
- Премия Всесоюзного кинофестиваля (1977, Рига, фильм «Свет свободы»)

## Фильмография
- 1943 — Взятие Новороссийска (оператор)
- 1944 — Взятие Бердичева (оператор)
- 1945 — Гвардейская армия Чанчибадзе… (оператор)
- 1945 — Разгром гитлеровской авантюры на Кавказе (оператор)
- 1956 — 100 дней в Бирме (оператор)
- 1957 — Цветущая Грузия (режиссёр, оператор)
- 1958 — Брюссель, 1958 (оператор)
- 1959 — Путешествие в Непал (режиссёр, оператор совм. с О. Деканосидзе)
- 1960 — Охота в джунглях (режиссёр, сценарист, оператор совм. с О. Деканосидзе)
- 1960 — Рассказ о четырёх солдатах (оператор)
- 1961 — Разноэтажная Америка (режиссёр, оператор, сценарист совм. с И. Сухишвили)
- 1961 — Мир рукоплещет (режиссёр, оператор, сценарист)
- 1962 — Алжирский дневник (режиссёр, сценарист, оператор совм. с О. Деканосидзе)
- 1962 — Земля марокканцев (режиссёр, сценарист, оператор совм. с О. Деканосидзе)
- 1962 — Сахара (режиссёр, сценарист совм. с Р. Эбралидзе)
- 1963 — Рождение республики (режиссёр, сценарист, оператор совм. с О. Деканосидзе)
- 1963 — Страна древней культуры (режиссёр, сценарист, оператор совм. с О. Деканосидзе)
- 1964 — Сквозь мглу веков (режиссёр, оператор)
- 1964 — Дороги пятого континента (режиссёр, оператор, сценарист)
- 1964 — Уругвай (режиссёр, оператор, сценарист)
- 1964 — Встреча с Грецией (режиссёр, оператор, сценарист)
- 1964 — Один день в Буэнос-Айресе (режиссёр, оператор, сценарист)
- 1965 — Париж… Париж (режиссёр)
- 1966 — В стране инков (режиссёр, оператор, сценарист)
- 1967 — Английские зарисовки (режиссёр, оператор)
- 1967 — Это Грузия (телефильм) (режиссёр совместно с З. Какабадзе)
- 1968 — Английские зарисовки (режиссёр, оператор)
- 1968 — За экватором между океанами (режиссёр)
- 1969 — Мюнхен, четверть века спустя (режиссёр, оператор)
- 1970 — Швейцарские новеллы (режиссёр, оператор)
- 1971 — Грузия празднует (режиссёр, оператор)
- 1971 — Испания-73 (режиссёр, оператор)
- 1971 — Весна человечества (режиссёр, оператор)
- 1972 — Истоки Нила (режиссёр, оператор)
- 1973 — В поисках Испании (режиссёр, оператор)
- 1975 — Одиннадцать надежд (использованные кадры)
- 1976 — Свет свободы (режиссёр, оператор)
- 1945 — В стране басков (режиссёр, оператор)
- 1977 — Заре навстречу (режиссёр с Г. Жвания)

## Память
- Отмечалось 90-летие со дня рождения Георгия Асатиани[2].